# Friedrich Schachner

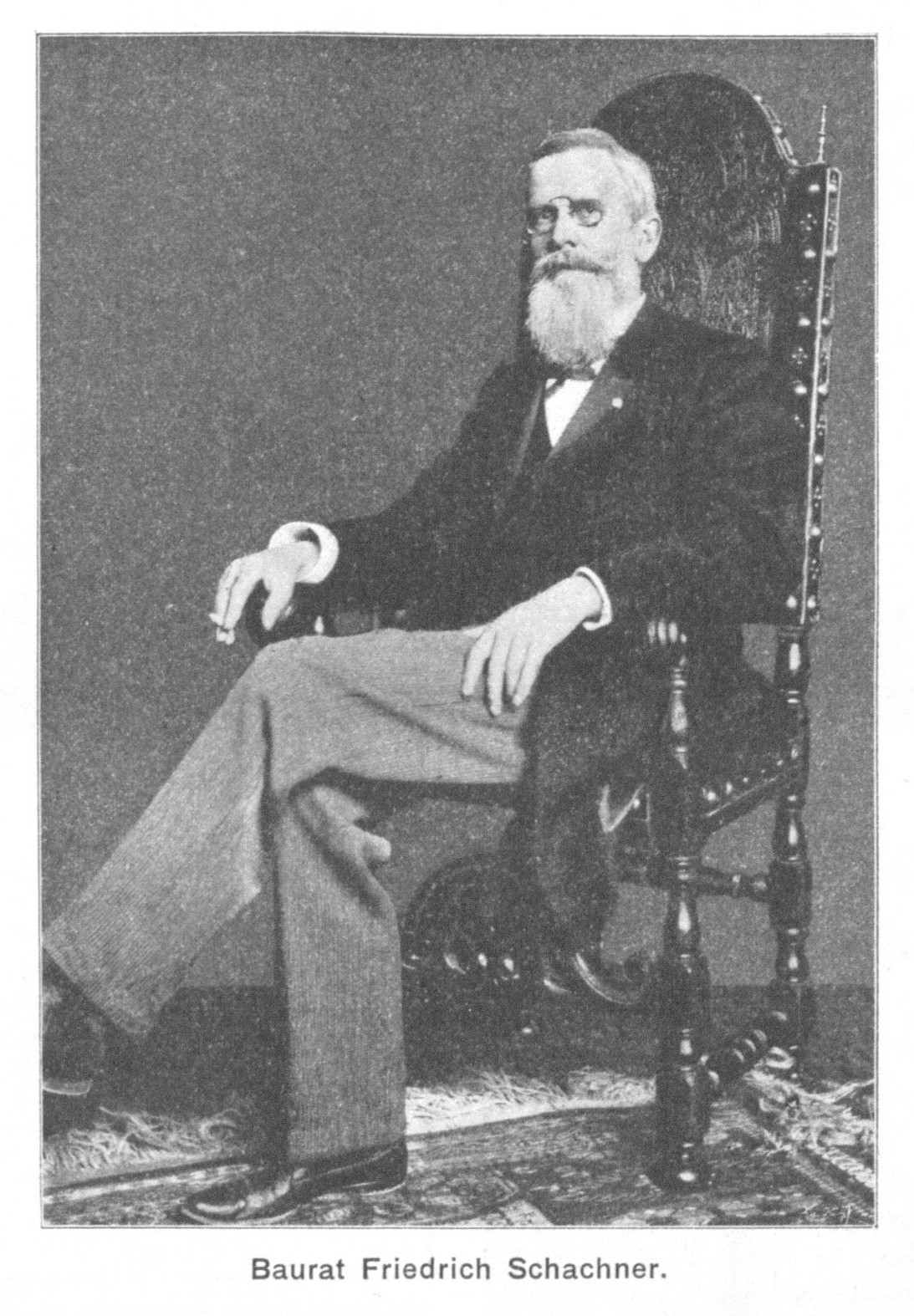
Friedrich Schachner im Jahre 1902

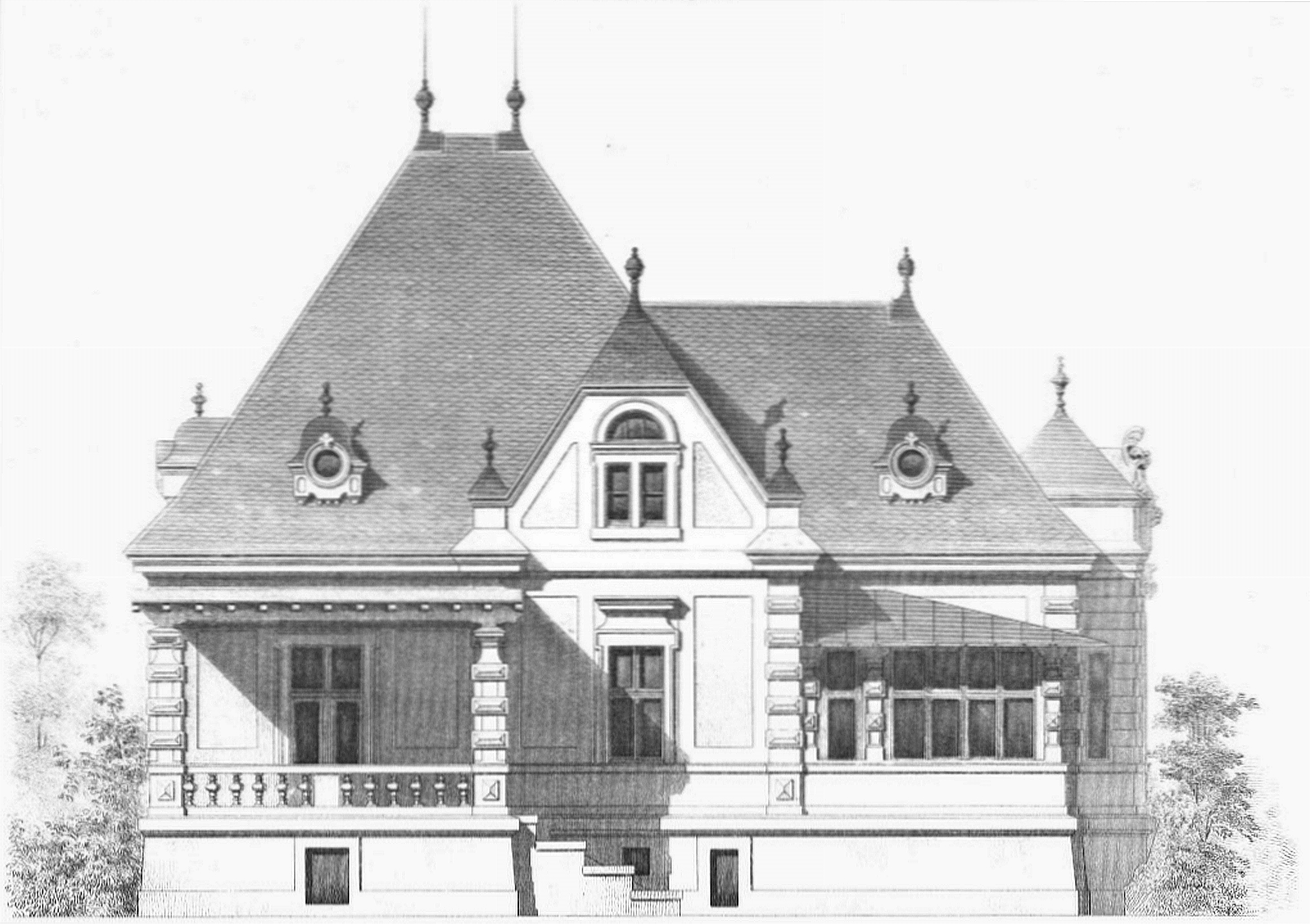
Villa für Alois Schumacher in Baden bei Wien, Helenenstraße 49, Gartenfassade. Aus: Allgemeine Bauzeitung, 1892

Friedrich Schachner (* 14. Dezember 1841 in Atzenbrugg bei Tulln, Niederösterreich; † 7. November 1907 in Wien) war ein österreichischer Architekt des Historismus.

## Leben
Schachners Vater war Verwalter der Stiftsherrschaft Atzenbrugg und später Bezirksvorsteher des Bezirks Mödling. Schachner studierte zunächst an der Technischen Hochschule Wien, dann an der Akademie der bildenden Künste Wien bei Eduard van der Nüll und August Siccard von Siccardsburg, den Architekten der Hofoper. Er war Mitarbeiter im Atelier von Johann Romano und August Schwendenwein, die zahlreiche Stadtpalais erbauten, und befasste sich auf mehreren Reisen nach Italien mit Studien zur Renaissance. 1866 bis zu seinem Tod wirkte Schachner als viel beschäftigter selbständiger Architekt in Wien.
Schachner war mit Therese Schachner († 1928) verheiratet, einer Tochter des Architekten Leopold Ernst. Sie hatten fünf Töchter, darunter die Malerin Therese Schachner.
Wie seine Lehrmeister pflegte Schachner zunächst den Stil der Neurenaissance. Schachners größtes Projekt, der heftig umstrittene, nicht realisierte Entwurf zum Kaiser Franz Joseph-Stadtmuseum (1901–1902), in Konkurrenz zu Otto Wagner, nahm allerdings neubarocke Formen auf. Die entsprechende Variante des Späthistorismus wurde unter anderem von Thronfolger Franz Ferdinand präferiert und als „Reichsstil“ der Habsburger Monarchie propagiert.
Schachner erhielt verschiedene Orden und Auszeichnungen, unter anderem als Juror der Pariser Weltausstellung von 1867 das Ritterkreuz der Ehrenlegion.  Er wurde in einem Ehrengrab auf dem Wiener Zentralfriedhof bestattet.
Im Jahr 1959 wurde in Wien-Donaustadt (22. Bezirk) die Schachnerstraße nach ihm benannt.

## Werkauswahl
- Palais Erlanger, Wien
- Palais Wittgenstein, Wien
- Palais Sessler von Hertzinger, Graz
- Palais Bratmann-Thorsch, Wien
- Warenhaus Stefan Esders, Wien
- Villa Alois Schumacher, Wien
- Fassade und Fassadentürme der Jesuitenkirche Innsbruck